# Капелла (зоря)
Капе́лла (α Aurigae, α Aur), також Альхая (араб. العيوق) — найяскравіша зоря у сузір'ї Візничого, шоста за яскравістю на нічному небі та третя за яскравістю у північній півкулі. Капелла є помітною для неозброєного ока та не заходить для спостерігачів вище 44° північної широти. Вона є однією зі 100 найближчих зір, адже розташована на відстані 43,5 світлового року від Сонця. Назва зорі значить «кізочка» латиною, оскільки Капелла зображувала козу Амальтею, яка вигодовувала Зевса в класичній міфології.
Попри те, що Капелла неозброєним оком виглядає як одна зоря, вона є кратною та складається з двох подвійних систем. Капелла Aa і Капелла Ab — це дві жовті зорі-гіганти з масою приблизно 2,5 маси Сонця (Mʘ). Капелла H і Капелла L — це пара невеликих, відносно холодних червоних карликів, розташована на відстані близько 10 000 астрономічних одиниць (а. о.) від інших компонентів. Решта літер від B до R присвоєна візуальним супутникам, які не є гравітаційно пов'язаними з Капелла Aa і Капелла Ab.
Капелла Aa і Капелла Ab вичерпали запаси водню в ядрах, охололи та розширилися, зійшовши з головної послідовності на діаграмі Герцшпрунга — Рассела. Вони перебувають на тісній круговій орбіті, на відстані приблизно 0,74 а. о., обертаючись з періодом 104 дні. Капелла Aa є холоднішою та яскравішою за Ab, її спектральний клас — G8III. Світність становить 78,7 ± 4,2 Lʘ, а радіус — 11,98 ± 0,57 Rʘ. Вона є зорею червоного згущення, яка здійснює термоядерний синтез гелію у вуглець та кисень у ядрі. Капелла Ab — трохи менша та гарячіша зоря, зі спектральним класом G0III, яка перебуває у розриві Герцшпрунга. Її світність — 72,7 ± 3,6 Lʘ, а радіус — 8,83 ± 0,33 Rʘ.

## Назви та позначення

Мапа сузір'я Візничого
на якій розташована зоря Капелла

α Візничого (Альфа Візничого) — це позначення зорі за системою Баєра. За системою Флемстида вона має позначення 13 Візничого. Цю систему також можна знайти у каталогах подвійних та кратних зір під назвами ADS 3841, CCDM J05168+4559 та WDS J05167+4600. Оскільки ця зоряна система розташована в межах 25 парсеків від Сонця, вона описана у каталозі Глізе, де їй присвоєно позначення GJ 194 для пари яскравих гігантів і GJ 195 для пари слабких червоних карликів. Традиційна назва цієї зорі — «Капелла», що латиною означає «невелика коза». У давнину часто використовували назву «Capra», яка походить від грецького слова Αἴξ (aix), що також означає «коза». 
У 2016 році Міжнародний астрономічний союз (МАС) створив спеціальну Робочу групу з назв зір (англ. Working Group on Star Names, WGSN), щоб систематизувати та стандартизувати власні назви зір. У першому бюлетені цієї групи, опублікованому у липні 2016 року, було затверджено перші офіційні імена, серед яких була й назва «Капелла» для зорі α Візничого. Відтоді ця назва офіційно внесена до каталогу МАС і застосовується конкретно до зорі α Aurigae Aa — одного з компонентів зоряної системи Капелли.

## Історія вивчення

### В Стародавньому світі
Капелла була найяскравішою зорею на нічному небі приблизно від 210 тисяч до 160 тисяч років тому. У цей період її видима зоряна величина становила близько −1,8m, що робило її надзвичайно яскравою. До цього найяскравішою зорею був Альдебаран із видимою зоряною величиною близько −1,1. Ці дві зорі розташовувалися близько одна до одної на небі й виконували роль полярних зір — вказували напрямок на північ.

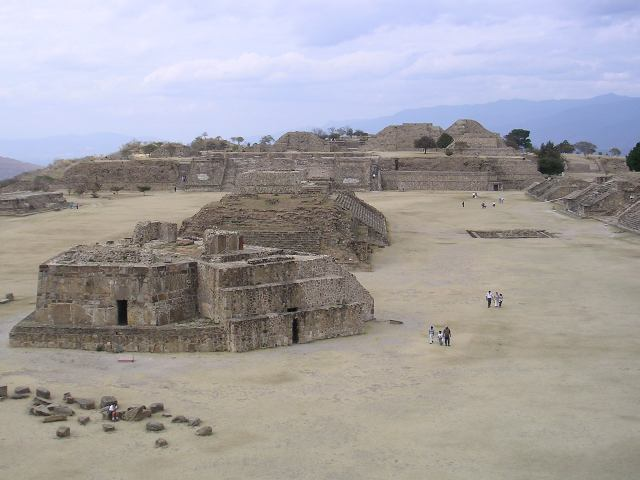
Будівля J (на передньому плані) в Монте-Албані

Існує припущення, що Капелла згадується у давньому аккадському написі, датованому XX століттям до нашої ери. Символіка зорі, пов’язана з козою, походить із часів Месопотамії, де вона входила до складу сузір’я, відомого під назвами «GAM», «Gamlum» або «MUL.GAM», що описані VII століття до н. е. в астрономічному документі MUL.APIN. Назва «GAM» означала шаблю або посох і могла стосуватися як окремої зорі, так і всього сузір’я Візничого (Auriga). Пізніше бедуїни створили власні сузір’я у вигляді груп тварин, де кожна зоря символізувала певну тварину. Зорі Візничого утворювали образ отари кіз, що також зустрічається в грецькій міфології.
У мексиканському археологічному комплексі Монте-Албан, що належить до доколумбової культури, розташована будівля J, збудована близько 275 року до н. е. Її будова відрізняється від інших споруд комплексу — сходинки спрямовані на місце, де тоді сходила Капелла, тож зорю було видно безпосередньо з дверей будівлі. Для місцевих мешканців ця зоря була важливою, оскільки її час геліактичного сходу — появи зорі на ранковому небі перед сходом Сонця — збігався з днем проходження Сонця зенітною точкою над Монт-Альбаном. Це робило Капеллу орієнтиром для календарних та релігійних подій у культурі доколумбової Мексики.

### XIX століття
1899 року професор Вільям Воллес Кемпбелл з Лікської обсерваторії на основі спектроскопічних спостережень оголосив, що Капелла була бінарною. Він помітив на фотографіях, зроблених у період з серпня 1896 року по лютий 1897 року, появу другого спектру, що наклався на перший. У вересні та жовтні Кемпбелл спостерігав доплерівський зсув у фіолетову сторону, а в листопаді та лютому – у червону, що свідчило про рух компонент в напрямку до та від Землі (а отже, це свідчило про рух по орбітах). Майже одночасно британський астроном Г'ю Ньюол спостерігав складний спектр Капелли за допомогою чотирипризмового спектроскопа, приєднаного до 25-дюймового (64 см) телескопа в Кембриджі у липні 1899 року, і дійшов висновку, що це подвійна зоряна система.

### XX століття
Багато спостерігачів без успіху намагалися розрізнити компоненти зорі. Вперше компоненти були інтерферометрично визначені у 1919 році Джоном Андерсоном та Френсісом Пізом з Обсерваторії Маунт-Вілсон, які опублікували роботу у 1920 році на основі своїх спостережень. Це було перше інтерферометричне вимірювання будь-якого об'єкту за межами Сонячної системи.
Два польоти ракет Aerobee-Ні 20 вересня 1962 року і 15 березня 1963 року виявили у сузірʼї Візничого рентгенівське випромінювання, джерелом якого було ідентифіковано Капеллу (джерело ROSAT 1RXS J051642.2+460001). Іншою важливою подією в рентгенівській астрономії стало виявлення 5 квітня 1974 року найсильнішого на той час випромінювання від Капелли, яке перевищувало світність Сонця у рентгенівському діапазоні більш ніж у 10 000 разів. Під час польоту ракети в цей день відбулося коротке калібрування системи позиціювання – зоряний датчик направив вісь корисного навантаження на Капеллу. Тоді, за допомогою системи рентгенівських рефлекторів, суміщених із зоряним датчиком, було виявлено випромінювання в діапазоні 0,2—1,6 кеВ.
Високоточна орбіта була опублікована в 1994 році на основі спостережень зоряного інтерферометра Марк III, знову ж таки в Обсерваторії Маунт Вільсон. Капелла також стала першим астрономічним об'єктом, який був зображений оптичним інтерферометром з окремими елементами, коли вона була сфотографована Кембридзьким телескопом з синтезованою оптичною апертурою у вересні 1995 року.
Вважається, що рентгенівське випромінювання Капелли походить переважно з корони наймасивнішої зорі. Висока температура корони Капелли, якщо це не вільний корональний вітер, отримана з першого коронального рентгенівського спектра за допомогою телескопа HEAO 1, вимагала б магнітного утримання.

## Спостереження
Із середньою видимою зоряною величиною +0,08m, Капелла є найяскравішою зорею у сузір'ї Візничого, шостою за яскравістю на нічному небі та третьою за яскравістю у північній півкулі (після Арктура та Веги). Вона має насичений жовто-білий колір, що краще помітно при спостереженні вдень через телескоп, завдяки контрасту з блакитним небом. Через відносно велике схилення Капелли, вона не сходить для спостерігачів нижче 44° південної широти — це включає найпівденнішу частину Нової Зеландії, Аргентину та Чилі, а також Фолклендські острови. Для північної півкулі вона не заходить при широті більш як 44°: на всій території Великої Британії, Канади (за винятком частини південного Онтаріо), більшої частини Європи та найпівнічніших околиць континентальних штатів. 
При спостереженні опівночі Капелла знаходиться найвище на нічному небі на початку грудня та вважається помітною зорею північного зимового неба. Вона розташована приблизно посередині між Рігелем (β Ori) та Полярною зорею. За кілька градусів на південний захід від Капелли розташовані три зорі: ε Візничого, Саклатені (ζ Візничого) та Хедус (η Візничого). Дві останні з яких відомі як «Діти» або Хаеді. Ця четвірка утворює на небі астеризм. 

## Відстань
З річного паралакса на 76,20 ± 0,46 кутових мілісекунд, виміряного супутником Гіппаркос, відстань оцінюється в 42,8 ± 0,3 світлового року (13,12 ± 0,09 парсек) від Землі. Під час інших вимірювань було знайдено відстань 42,92 світлового року (13,159 парсека) з похибкою лише 0,1%. За оцінками, Капелла була на мінімальній відстані від Сонячної системи (28 світлових років) близько 240 000 років тому.
Проаналізувавши власний рух та паралакс зорі, 1960 року американський астроном Олін Дж. Егген дійшов висновку, що Капелла належить до рухомої групи Гіад – групи зірок, що рухаються в тому ж напрямку, що й Гіади. Члени групи схожі за віком, а деякі з них, що приблизно у 2,5 раза масивніші за Сонце, зійшли із головної послідовності після вичерпання запасів водню в ядрі та розширюються й охолоджуються, перетворюючись на червоних гігантів.

## Зоряна система

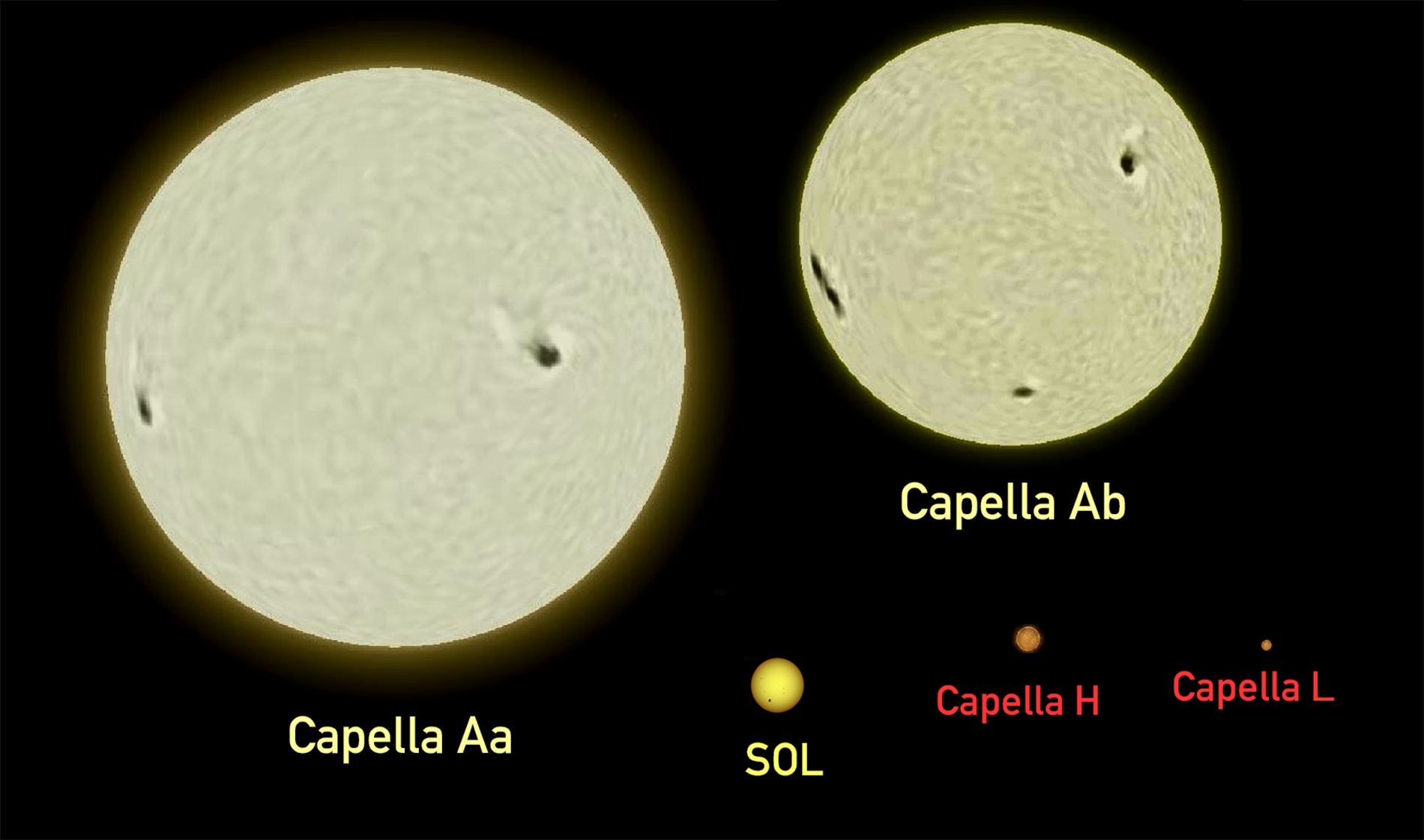
Компоненти Капелли в порівнянні із Сонцем (Sol)

Деякі зорі у межах кількох кутових хвилин від Капелли були зазначені як супутники у каталогах кратних зір. У Вашингтонському каталозі оптично-подвійних зір перелічені компоненти A, B, C, D, E, F, G, H, I, L, M, N, O, P, Q та R, де A є зорею, видимою неозброєним оком. Більшість із них є лише оптично подвійними через малу кутову відстань, але червоні карлики H та L перебувають на тій самій відстані, що й компонент A, та є з ним гравітаційно повʼязаними. Капелла A сама по собі є спектроскопічною подвійною зорею з компонентами Aa та Ab, обидві зорі-гіганти. Пара гігантів віддалена від пари червоних карликів на 723 кутові хвилини.
Американський астроном Роберт Бернем-молодший описав масштабну модель системи, де Капелла А була представлена сферами діаметром 13 та 7 дюймів, розділеними десятьма футами. Червоні карлики тоді мали діаметр 0,7 дюйма кожен, а відстань між ними становила 420 футів. У такому масштабі дві пари перебувають на відстані 21 милі одна від одної.

### Капелла А

Діаграма Герцшпрунга-Рассела, що показує еволюційний шлях зорі приблизно такої ж маси, як два гіганти Капелли. Позначені поточні стани Капелли Aa та Ab.

Капелла А складається з двох жовтих зір, які, за розрахунками, обертаються одна навколо одної кожні 104,02128 ± 0,00016 днів, з великою піввіссю 111,11 ± 0,10 млн км (0,74272 ± 0,00069 а.о.), що приблизно дорівнює відстані між Венерою та Сонцем. Орбіта відома надзвичайно точно і може бути використана для визначення паралакса з набагато більшою точністю, ніж виміряно безпосередньо. Зорі недостатньо близько одна до одної, аби порожнина Роша будь-якої зорі була заповнена і щоб відбувався більш-менш значний обмін мас, навіть під час стадії червоного гіганта первинної зорі. 
Сучасна конвенція позначає більш яскраву та холоднішу зорю як компонент Aa, а її спектральний клас зазвичай визначали між G2 та K0. Гарячішій вторинній зорі Ab надавали різні спектральні типи: пізній (холодніший) F або ранній (тепліший) G. Класи світності двох зір вимірювалися кілька разів, й обом послідовно присвоювали клас світності III — гіганти. У спектрі домінує первинна зоря через її чіткіші лінії поглинання; лінії вторинної зорі розширені та розмиті через її швидке обертання. Складений спектральний клас позначають як G3III, але з особливостями, зумовленими холоднішим компонентом, для окремих зір – K0III та G1III відповідно, хоча старіші значення все ще широко згадуються, такі як G5IIIe + G0III з каталогу яскравих зір або G8III + G0III Еггена. Там, де контекст зрозумілий, ці два компоненти позначалися як A та B. 
Окремі видимі зоряні величини двох зір-компонентів безпосередньо виміряти неможливо, але їхня відносна яскравість вимірювалася на різних довжинах хвиль. Вони мають майже однакову яскравість у видимому світлі, причому гарячіший вторинний компонент зазвичай виявляється на кілька десятих зоряної величини яскравішим. 2016 року на довжині хвилі 700 нм різниця зоряних величин вимірювалася як 0,00 ± 0,1 m.
Фізичні характеристики двох зір можна визначити з високою точністю. Маси виводяться безпосередньо з орбітальних характеристик, де маса компонента Aa становить 2,5687 ± 0,0074 M☉, а Ab – 2,4828 ± 0,0067 M☉. Кутові радіуси були виміряні безпосередньо, а у поєднанні з точною відстанню це дає 11,98 ± 0,57 R☉ та 8,83 ± 0,33 R☉ для Aa та Ab відповідно. Їхні поверхневі температури можна розрахувати шляхом порівняння спостережуваних та теоретичних спектрів, безпосереднього вимірювання їх кутових діаметрів та яскравостей, калібрування за спостережуваними індексами кольору та аналізу спектрів високої роздільної здатності. Зважені середні значення цих методів дають 4970 ± 50 K для Aa та 5730 ± 60 K для Ab. Їхні болометричні світності найточніше виводяться з видимих зоряних величин та болометричних поправок, але підтверджуються розрахунком за температурами та радіусами зір. Aa у 78,7 ± 4,2 раза яскравіша за Сонце, а Ab — у 72,7 ± 3,6 раза, тому зоря, визначена як основний компонент, є яскравішою, якщо враховувати всі довжини хвиль, але все ще є трохи тьмянішою у видимому світлі.
Вік зір оцінюється в 590—650 млн років. Імовірно, протягом перебування на головній послідовності вони були на гарячішому кінці спектрального класу А, подібно до Веги. Зараз вони вичерпали свій водень у ядрі та зійшли з головної послідовності, їхні зовнішні шари розширюються та охолоджуються. Попри клас світності гігантів, вторинний компонент дуже чітко потрапляє в розрив Герцшпрунга, все ще розширюється та охолоджується й на діаграмі рухається до гілки червоних гігантів, що робить зорю субгігантом з еволюційного погляду. Масивніша первинна зоря вже пройшла цю стадію, досягла максимального радіуса в 36—38 разів більшого за сонячний. Зараз вона перебуває у червоному згущенні, у її ядрі з гелію синтезується вуглець та кисень — процес, який у менш масивної зорі ще не розпочався. Детальний аналіз показує, що вона наближається до кінця цієї стадії та знову почне розширюватися, що приведе її до асимптотичної гілки гігантів. Ізотопна поширеність та швидкість обертання підтверджують еволюційну різницю між двома зорями. Вміст важких елементів порівнянний із їхнім вмістом на Сонці, а загальна металічність є трохи меншою.
Період обертання кожної зорі можна виміряти, спостерігаючи періодичні зміни зсувів їхніх спектральних ліній. Абсолютні швидкості обертання двох зірок відомі з їхніх нахилів, періодів обертання та розмірів, але проєктовані екваторіальні швидкості обертання, виміряні за допомогою доплерівського розширення спектральних ліній, є стандартним показником, і вони зазвичай цитуються. Капелла Аа має проєкцію швидкості обертання 4,1 ± 0,4 км/с, оберт триває 104 ± 3 дні, тоді як Капелла Ab обертається набагато швидше — 35,0 ± 0,5 км/с, повний оберт робить за 8,5 ± 0,2 дня. Обертальне гальмування відбувається у всіх зір, коли вони розширюються до гігантів, а подвійні зорі також гальмуються припливами. Капелла Aa сповільнилася, поки її обертання не зрівнялося з орбітальним періодом, хоча теорія передбачає, що вона все ще має обертатися швидше від початкової точки зорі головної послідовності A, яка швидко обертається.
Довгий час вважалося, що Капелла має малі зміни зоряної величини. Амплітуда близько 0,1 зоряної величини означає, що вона часом може бути яскравішою або тьмянішою, ніж Рігель, Бетельгейзе та Вега, які також є змінними. Система була класифікована як змінна зоря типу RS Гончих Псів, клас подвійних зір з активними хромосферами, що спричиняють величезні плями, але в Загальному каталозі змінних зір її змінність позначена як «підозрювана» (остаточно не підтверджена). Нетипово для систем RS CVn, гарячіша зоря, Капелла Ab, має активнішу атмосферу, оскільки вона розташована в розриві Герцпрунга – на тій стадії, коли змінюється кутовий момент і поглиблюється конвективна зона.
Активні атмосфери та близькість цих зір означають, що вони є одними з найяскравіших джерел рентгенівського випромінювання на небі. Однак це зумовлено стабільними корональними структурами, а не еруптивною спалаховою активністю. Корональні петлі більші за сонячні, з температурою в кілька мільйонів Кельвінів, імовірно, вони випромінюють основну частину енергії в рентгенівському діапазоні.

### Капелла HL
Сьомий компонент, опублікований для Капелли, компонент H, пов'язаний з яскравою первинною зорею. Це червоний карлик, відокремлений від пари гігантів G-типу на відстань близько 10 000 а. о. Він має близького супутника, ще слабшого червоного карлика, який знаходився на відстані 1,8'', коли його було відкрито в 1935 році. Він є компонентом L у каталогах подвійних зірок. У 2015 році відстань збільшилася до 3,5'', чого було достатньо, щоб отримати орієнтовні орбітальні параметри через 80 років після його відкриття. Каталог Глізе близьких зірок позначає подвійну систему як GJ 195. Два компоненти тоді окремо називаються GJ 195 A та B.
Повідомляється, що ці дві зорі мають різницю у візуальній зоряній величині 3,5m (2,3m зоряної величини у смузі пропускання космічного апарата Gaia), хоча різниця набагато менша на інфрачервоних довжинах хвиль. Це не було передбачено та може вказувати на невидимі супутники.
У 1975 році ексцентрична 388-річна орбіта дала маси 0,65 Mʘ та 0,13 Mʘ. Менша, майже кругова орбіта, опублікована у 2015 році, мала 300-річну орбіту, маючи переваги від обмежень маси 0,57 Mʘ та 0,53 Mʘ відповідно для GJ 195 A та B, виходячи з їх інфрачервоних зоряних величин.

### Візуальні супутники
Шість візуальних супутників Капелли були виявлені раніше за Капеллу H і загалом відомі лише як Капелла від B до G. Вважається, що жоден з них не пов'язаний з Капеллою A, хоча всі вони здаються на небі ближчими до неї, ніж пара HL.
| Компонент | Основна | Пряме піднесення (α) | Схилення (δ)    | Епоха спостережуваного розділення | Кутова відстань від основної | Позиційний кут (відносно основної зорі) | Видима зоряна величина (V) |
| --------- | ------- | -------------------- | --------------- | --------------------------------- | ---------------------------- | --------------------------------------- | -------------------------- |
| B         | A       | 05год 16хв 42,7с     | +46° 00′ 55″    | 1898                              | 46,6″                        | 23°                                     | 17,1                       |
| C         | A       | 05год 16хв 35,9с     | +46° 01′ 12″    | 1878                              | 78,2″                        | 318°                                    | 15,1                       |
| D         | A       | 05год 16хв 40,1с     | +45° 58′ 07″    | 1878                              | 126,2″                       | 183°                                    | 13,6                       |
| E         | A       | 05год 16,5хв         | +46° 02′        | 1908                              | 154,1″                       | 319°                                    | 12,1                       |
| F         | A       | 05год 16хв 48,748с   | +45° 58′ 30,84″ | 1999                              | 112,0″                       | 137°                                    | 10,21                      |
| G         | A       | 05год 16хв 31,852sс  | +46° 08′ 27,42″ | 2003                              | 522,4″                       | 349°                                    | 8,10                       |

Компонент F також відомий як TYC 3358-3142-1. Він має спектральний клас K, хоча в каталозі зір типу OB він включений як далека світна зоря.
Компонент G — BD+45 1076, спектрального типу F0, знаходиться на відстані у 401 світловий рік (або 123 парсеків). Він ідентифікований як змінний член каталогу опорних зір за спостереженнями телескопа Чандра, хоча тип змінності є невідомим. Відомо, що він є джерелом рентгенівського випромінювання з активною короною.
Кілька інших зір також були занесені в каталог як супутники Капелли. Компоненти I, Q та R – це зорі 13-ї зоряної величини на відстанях 92″, 133″ та 134″ відповідно. V538 Aurigae та її близький супутник HD 233153 є червоними карликами, розташованими на відстані десяти градусів від Капелли. Вони мають дуже схожі просторові рухи, але через невелику різницю можливо, що це просто збіг. Дві слабкі зорі були виявлені за допомогою спекл-інтерферометрії в полі Капелли HL, приблизно на відстані 10 хвилин від цієї пари. Вони були занесені в каталог як Капелла O та P. Поки невідомо, чи дійсно пов'язані вони з подвійною системою.

## Етимологія та культура
Капелла традиційно позначає ліве плече сузір'я Візничого або козу, яку він везе. Астроном II століття Птолемей у своїй праці «Альмагест» об'єднав сузір'я Візничого і Кіз. У праці Байєра «Уранометрія» 1603 року Капелла позначає спину Візничого . Три зорі Гаеді були визначені як окреме сузір'я Плінієм Старшим і Марком Манілієм і отримали назви Капра, Капер або Гіркус, маючи відношення до статусу «зорі-кози».
У грецькій міфології ця зоря символізувала козу Амалтею, яка вигодовувала Зевса. Ріг цієї кози, випадково зламаний Зевсом, перетворився на ріг достатку, який наповнювався всім, чого забажає його власник. Хоча найчастіше Капелла асоціюється з Амалтеєю, іноді її пов'язують із власницею Амалтеї, німфою. Міф про німфу говорить, що потворний вигляд кози, схожої на Горгону, був частково відповідальний за поразку Титанів, після того, як Зевс зняв шкіру з кози та носив її як свою егіду.
У середньовічних джерелах зоря мала незвичайну назву — Alhajoth (також записувалося як Alhaior, Althaiot, Alhaiset, Alhatod, Alhojet, Alanac, Alanat, Alioc), яка (особливо остання) може бути видозміною її арабської назви العيوق, al-cayyūq. cAyyūq не має чіткого визначення в арабській мові, але може бути арабізованою формою грецького αίξ aiks («коза»); порівняйте з сучасним грецьким словом Аίγα Aiga, жіночим родом слова «коза». Для бедуїнів Негеву та Синаю, Капелла аль-Айюк ат-Турая означає «Капелла Плеяд», оскільки вона вказує на положення цього сузір'я. Інша назва арабською мовою — Al-Rākib («водій»), що є перекладом з грецької.
Стародавнім балтам Капелла була відома як Perkūno Ožka («Коза грому») або Tikutis. У слов'янському македонському фольклорі Капелла була «Яструбом», що летів високо вгорі та був готовий накинутися на Матір-Квочку (Плеяди) та Півня (Нат).
За астрологією, Капелла віщує громадянські та військові почесті й багатство. У Середньовіччі її вважали нерухомою зорею Бегена, а її атрибутами були камінь сапфіру та рослини — м'ята, полинь і мандрагора. Корнелій Агріппа надав їй кабалістичний знак  з ім'ям Гіркус (латинська назва для кози).
У індуїстській міфології Капелла вважалася серцем Брахми, Брахма Хрідайї. У традиційній китайській астрономії Капелла була частиною астеризму 五車 (Wŭ chē; П'ять колісниць), який складався з Капелли разом з Бета Візничого, Тети Візничого та Йоти Візничого, а також Бета Тельця. Оскільки це друга зоря в цьому астеризмі, то вона має китайську назву 五車二 (Wŭ chē èr; Друга з п'яти колісниць). Назва Капелли в перській астрономії — «Соруш».
Мовою кечуа Капелла була відома як Colça, інки дуже шанували цю зорю. Гавайці розглядали її як частину астеризму Ke Kā o Makaliʻi («Зачерпувач води для каное Макалі»), який допомагав їм орієнтуватися в морі. Зорю називали Хоку-лей («зоряний вінок» або «зоря, що сходить, як хмара»), вона утворювала цей астеризм разом з Проціоном, Сіріусом, Кастором та Поллуксом. У таїтянському фольклорі Капелла представляла Тахі-ар'і, дружину Фа'а-нуї (Ауріги) та матір принца Та'уруа (Венери), яка пливе на своєму каное по небу. На Маршаллових островах ця зоря — Локтанур, мати десяти синів, представлених іншими зорями.
В інуїтській астрономії Капелла разом із Менкалінаном (Бета Візничого), Поллуксом (Бета Близнюків) і Кастором (Альфа Близнюків) утворили сузір’я Кутурджук, «ключиці» — дві пари зірок, кожна з яких позначає по кістці. Це сузір'я використовувалося для навігації та відліку часу вночі, його визнавали від Аляски до Західної Гренландії. Гвічини бачили, що Капелла та Менкалінан разом утворюють шрец джі відзі — праву частину великого циркумполярного сузір'я Яхдії, яке покривало значну частину нічного неба, і орієнтація за яким полегшувала навігацію та відлік часу.
У міфології австралійських аборигенів народу Буронг штату Вікторія Капелла була Пуррою, кенгуру, якого переслідують та вбивають Близнюки Юррі (Кастор) і Ванджел (Поллукс). Народ Вардаман у Північній Австралії знав цю зорю як Ягалал, церемоніальну луску риби баррамунді Гувамба (Альдебаран).